# Verginsko sonce
Verginsko sonce (grško Ήλιος της Βεργίνας, latinizirano: Ilios tis Vergínas, dob. 'Sonce od Vergina'), znano tudi kot Zvezda Vergine ali Argeadska zvezda, je sončni simbol z žarki, ki se je prvič pojavil v starogrški umetnosti obdobja med 6. in 2. stoletjem pr. n. št. Pravo Verginsko sonce ima šestnajst trikotnih žarkov, medtem ko imajo primerljivi simboli istega obdobja različno šestnajst, dvanajst, osem ali (redko) šest žarkov.
Ime Verginsko sonce se je začelo široko uporabljati po arheoloških izkopavanjih v in okoli majhnega mesta Vergina v severni Grčiji v poznih 1970-ih letih. V starejših referencah se ime Argeadska zvezda ali Zvezda Argeadai uporablja za Sonce kot možni kraljevski simbol dinastije Argead iz starodavnega kraljestva Makedonije. Tam je bil upodobljen na zlatem larnaksu, najdenem v kraljevi grobnici iz 4. stoletja pred našim štetjem, ki je pripadala Filipu II. oziroma Filipu III. Makedonskemu, očetu oziroma polbratu Aleksandra Velikega.
Verginsko sonce, ki so ga pogojno razlagali kot zgodovinski kraljevi simbol starodavne Makedonije in ne le kot splošni dekorativni element v starogrški umetnosti, je med makedonskimi Grki postalo priljubljeno od 1980-ih in se je pogosto uporabljalo kot uradni emblem v grški regiji Makedonija in druge grške državne entitete v 1990-ih.
Simbol Verginskega sonca je bil predmet polemike v prvi polovici 1990-ih med Grčijo in novo neodvisno Republiko Makedonijo (zdaj Severno Makedonijo), ki ga je sprejela kot simbol makedonskega nacionalizma in upodobila na svoji državni zastavi. Sčasoma, leta 1995 in zaradi tega spora, je bila zastava mlade republike spremenjena v drugačen sončni simbol z žarki. 17. junija 2018 sta državi podpisali Prespanski sporazum, ki določa umik Vergininega sonca iz javne uporabe v Severni Makedoniji. Končno je v začetku julija 2019 vlada Severne Makedonije napovedala popolno odstranitev simbola z vseh javnih površin, institucij in spomenikov v državi, razen arheoloških najdišč.

## Antika
Zgodnje upodobitve simbola segajo vsaj v 6. stoletje pr. n. št., pri čemer so hopliti upodobljeni s šestnajsterokrakimi in osemkrakimi simboli sončnih žarkov na svojih ščitih in oklepih, isti simboli pa so predstavljeni na kovancih iz leta tako otoške kot celinske Grčija vsaj od 5. stoletja pred našim štetjem. Iliada opisuje prvo Ahilovo ploščo z zvezdnimi motivi.
Med svojimi izkopavanji v Vergini, mestu starodavne makedonske prestolnice Ajge, je arheolog Manolis Andronikos našel simbol na krsti (Zlati larnaks), ki naj bi pripadal Filipu II. Makedonskemu, očetu Aleksandra Velikega. Simbol sončni žarek je bil že dobro znan kot simbol, ki ga je uporabljala tako makedonska kraljeva dinastija (npr. na kovancih), kot tudi širše prisoten v helenistični civilizaciji. Simbol bi lahko predstavljal boga Sonca (Helij), čigar vlogo pokrovitelja dinastije Argead bi lahko implicirala zgodba o Perdiku I. Makedonskemu, ki jo pripoveduje Herodot (8.137). V zgodnjih 1980-ih, po odkritju larnaksa, je prišlo do razprave o tem, ali naj se simbol šteje za »kraljevi emblem« posebej Argeadov. Kot je poudaril Eugene Borza (1982), je bil simbol široko uporabljen v umetnosti helenističnega obdobja, Adams (1983) pa je poudaril njegovo uporabo kot dekorativni element v starogrški umetnosti na splošno in da ni mogoče reči, da predstavlja bodisi »kraljevo« ali izključno »državni« simbol Makedonije.
- Reliefna skulptura, ki prikazuje Mitro z žarečo solarno krono (Taq-e Bostan, približno 4. stoletje n. št.)
- Risba Aristionove stele iz zbirk Harvardske univerze, 1894. Nagrobna stela atenskega hoplita (Aristiona) s šestnajstkrakim simbolom Vergininega sonca na desni rami, c. 520 pr. n. št. Relief v Narodnem arheološkem muzeju v Atenah.
- Ahil in Ajant igrata družabno igro. Na njunih plaščih so upodobljeni simboli osemkrakega sonca. Eksekijeva amfora, 6. stoletje pr. n. št., Vatikanski muzeji
- Heraklej v boju z Amazonkami. Atični črnofiguralni lekit, zgodnje 5. stoletje pr. n. št., iz Gele. Amazonka, ki na svojem ščitu nosi simbol Vergininega sonca. Regionalni arheološki muzej "Antonio Salinas", Palermo.
- Verginsko sonce na Ateninem ščitu. Pitos s Parisovo sodbo iz Aten (4. stoletje pr. n. št.).
- Starogrški kovanec Pira Epirskega, Epirsko kraljestvo (vladal 297–272 pr. n. št.). Osemkraki simbol sonca pred Ateninim obrazom.
- Starogrški kovanec iz Kampanije v Italiji (3. stoletje pr. n. št.). Nad bikom je upodobljen simbol Vergininega sonca.
- Šestnajst-žarki motiv Verginsko sonce na "Kibelini plošči" iz Ai Khanouma, Baktrija (3. stoletje pr. n. št.). 'Sončni izbruh' tukaj predstavlja zvezdo, ne Sonce, prikazano v konfiguraciji zvezde in polmeseca poleg Helija, ki je prikazan ločeno v obliki doprsja z žarkastim halojem trinajstih žarkov.[8]
- Starodavne megarske skodelice, ki prikazujejo makedonski sončni izbruh s šestnajstimi žarki (3.–2. stol. pr. n. št.), najdene v Ohridu v Severni Makedoniji

## Moderna uporaba

### Uradni status v Grčiji
Simbol je bil v Grčiji uveden kot priljubljena podoba od sredine 1980-ih, po letu 1991 pa vse bolj v številnih novih kontekstih v Grčiji. Grški Makedonci so Verginsko sonce na splošno sprejeli kot simbol grške Makedonije. Verginsko sonce na modrem ozadju se je pogosto uporabljalo kot uradni simbol treh upravnih regij, prefektur in občin grške Makedonije.
V uradnih kontekstih je bil uporabljen na hrbtni strani grškega kovanca za 100 drahem iz let 1990–2001.
Simbol je nameščen v spodnjem levem kotu grškega vozniškega dovoljenja in na grških potnih listih, tvori podobo vodnega žiga na straneh 22 in 23. Je emblem 3. grške eskadrilje nadzorne in opozorilne postaje, grških enot za ponovno vzpostavitev reda, grške prve armade, 193. eskadrilje večkratnih Lansirne rakete in 34. mehanizirana pehotna brigada.
Februarja 1993 je grški parlament sprejel zakon o določitvi Vergininega sonca kot uradni grški nacionalni simbol. Julija 1995 je Grčija pri Svetovni organizaciji za intelektualno lastnino (WIPO) vložila zahtevek za zaščito blagovne znamke Vergininga sonca kot uradnega državnega simbola v skladu s členom 6 ter Pariške konvencije o varstvu industrijske lastnine.

### Severna Makedonija
V Severni Makedoniji je simbol znan kot Kutleševo sonce (makedonsko Сонце од Кутлеш). Leta 1991 je Todor Petrov predlagal Verginsko sonce za nacionalni simbol Republike Makedonije (danes Severne Makedonije). Simbol so sprejeli slovanski Makedonci kot simbol nove neodvisne Republike Makedonije in leta 1992 je novonastala država prikazala simbol na svoji novi zastavi. To je trajalo do leta 1995, ko je bila Republika Makedonija prisiljena spremeniti svojo zastavo na zahtevo Grčije.
Odločitev v Republiki Makedoniji je povzročila polemike tako znotraj republike kot zunaj nje v odnosih z Grčijo. Velika albanska manjšina v republiki se je pritoževala, da je to etnični simbol etnične makedonske nacionalne identitete in ni primeren za večetnično državo. Grško nasprotovanje je bilo še bolj ostro. Grška vlada in številni Grki, zlasti grški Makedonci, so to razumeli kot poneverbo helenskega simbola in neposredno lastništvo dediščine Filipa II. Spor so zaostrile klavzule v ustavi Republike Makedonije, ki so jih Grki razumeli kot ozemeljske zahteve do grške regije Makedonije. Tiskovni predstavnik grškega zunanjega ministrstva je januarja 1995 dejal, da je »simbol grški in je bil ukraden«. Nacionalisti na obeh straneh so pozneje simbol povezali z (mnogo pozneje) betlehemsko zvezdo in trdili, da so njune skupnosti simbol uporabljale za svete namene pred odkritjem v Vergini.
V oddaji BBC World Service The World Today je arheologinja Bajana Mojsov iz Republike Makedonije dejala, da je bila »simbolična teža, pripisana Verginini zvezdi, arheološko absurdna – a politično neizogibna«, in trdila:
Verginina zvezda se nanaša na severno Grčijo iz 3. stoletja pred našim štetjem – zelo drugačna situacija, ki ni povezana z 21. stoletjem našega štetja. Mislim, da gre za sodobno politiko in smo priča uporabi arheološkega simbola za zgodovino, s katero v resnici ni povezana.
Istočasno je Demetrius Floudas, višji sodelavec pri Hughes Hallu v Cambridgeu in eden vodilnih analitikov spora o imenu Makedonije, trdil, da:
kar je spodbudilo sprejetje Verginine zvezde, je bila želja s strani Skopja po doseganju maksimalističnih ciljev, da bi z njimi barantali za druge koncesije za pogajalsko mizo, ko pride čas.
Čeprav so oblasti v Skopju zanikale kakršne koli prikrite namene, je zastava postala glavno vprašanje v širšem političnem sporu med državama v zgodnjih 1990-ih. Grški ugovori so privedli do prepovedi uporabe zastave na različnih mestih, vključno z Združenimi narodi, olimpijskimi igrami in uradi Republike Makedonije v Združenih državah in Avstraliji.
Republika Makedonija je oktobra 1995 vložila ugovor proti grški registraciji simbola pri WIPO. Spor je bil delno rešen s kompromisom, ki ga je posredoval Cyrus Vance pri Združenih narodih. Simbol je bil odstranjen z zastave Republike Makedonije kot del sporazuma o vzpostavitvi diplomatskih in gospodarskih odnosov med obema stranema in je bil nadomeščen s stiliziranim rumenim soncem z osmimi širšimi žarki na rdeči podlagi. Simbol v podpisanem sporazumu ni bil imenovan kot Verginina zvezda, čeprav so ga Grki opisali kot takega v korespondenci z Vanceom.
Liberalna stranka (LP) Republike Makedonije je novembra 2013 prek svojega predsednika Ivona Veličkovskega predlagala osnutek zakona o prepovedi uporabe Vergininega sonca v civilne namene v Republiki Makedoniji, kot »pozitiven korak, ki bo rezultat spodbujanja dobrih sosedskih odnosov med Makedonijo in Grčijo«. Osnutek zakona zahteva prepoved uporabe grškega simbola, ki je zaščiten s strani WIPO, v uradu makedonskega predsednika, prireditvah, organiziranih pod državno upravo, v javnih makedonskih institucijah ali političnih strankah, nevladnih organizacijah, medijih ter posameznikih v Republiki Makedoniji. Osnutek pa je decembra 2013 zavrnila večina makedonskega parlamenta, ki ga je takrat nadzorovala nacionalistična stranka VMRO-DPMNE.
V začetku avgusta 2017 je makedonski konzul v Torontu v Kanadi Jovica Palaševski sprožil diplomatski incident med Republiko Makedonijo in Grčijo, ko je imel govor ob iredentističnem zemljevidu Velike Makedonije in rdeči zastavi Vergininega sonca. Po ostrih grških protestih je zunanje ministrstvo Republike Makedonije incident obsodilo in svojega diplomata odpoklicalo nazaj v Skopje na posvetovanja.
Toni Deskoski, makedonski profesor mednarodnega prava in član pravne ekipe, ki je zastopala Republiko Makedonijo v sporu o imenu z Grčijo pred Meddržavnim sodiščem v Haagu zaradi kršitve začasnega sporazuma, trdi, da Verginsko sonce ni Makedonski simbol, ampak gre za grški simbol, ki ga Makedonci uporabljajo v nacionalističnem kontekstu makedonizma in se ga morajo Makedonci znebiti.